# Macédoine au Concours Eurovision de la chanson 2011
La Macédoine a participé au Concours Eurovision de la chanson 2011. 
Le 27 février 2011, une sélection nationale est organisée. La chanson "Rusinka" de Vlatko Ilievski est alors choisie.

## Finale 2011
| Passage | Artiste                            | Chanson                          | Compositeur                                                         | Jury | Télévote | Total | Place |
| ------- | ---------------------------------- | -------------------------------- | ------------------------------------------------------------------- | ---- | -------- | ----- | ----- |
| 01      | Rok Agresori                       | "Kukuriku"                       | Zoran Trikov, Aleksandar Ristovski-Prince, Zoran Trikov             | 0    | 0        | 0     | 15    |
| 02      | Bobi Mojsoski                      | "Te krade toj"                   | Lazar Cvetkovski, Ognen Nedelkovski                                 | 0    | 7        | 7     | 7     |
| 03      | Olivera Gorgovska                  | "Na Kraj"                        | Goce Simonovski, Radi Vrcakovski                                    | 1    | 0        | 1     | 14    |
| 04      | Angelina Stojanoska                | "Znaes li"                       | Daniel Mitrevski, Petar Dimitrovski, Irena Dimovska                 | 0    | 8        | 8     | 6     |
| 05      | Skipi & Tajzi                      | "Ostavi politika i pojachaj ton" | Skipi, Tajzi                                                        | 0    | 0        | 0     | 15    |
| 06      | Amir Ibrahimovski & Art Sound      | "Posledna pesna"                 | Jovan Vasilevski, Jovan Vasilevski-Gligor Kodoski, Jovan Vasilevski | 2    | 4        | 6     | 10    |
| 07      | Emilija Gievska feat. Andrej Miske | "Paranoja"                       | Boban Apostolov, Zoran Rudan                                        | 0    | 0        | 0     | 15    |
| 08      | Riste Tevdoski                     | "Ne se menuva ljubovta"          | Milan Milanov, Lazar Cvetkovski                                     | 0    | 0        | 0     | 15    |
| 09      | Martin Srbinovski                  | "Ram tam tam"                    | Martin Srbinovski, Goce Simonovski                                  | 8    | 5        | 13    | 2     |
| 10      | Lidija Kocovska                    | "Bozji Pateki"                   | Aleksandar Cerkezi, Maja Pavlovska                                  | 7    | 0        | 7     | 9     |
| 11      | Goran Kargov                       | "Lazes deka ne boli"             | Hris Marin, Vladimir Dojcinovski, Petar Acev                        | 3    | 0        | 3     | 13    |
| 12      | Zdravka Mircevska                  | "Ludost"                         | Zdravka Mircevska, Kiril Babamov                                    | 10   | 0        | 10    | 5     |
| 13      | Natasa Malinkova                   | "Greska"                         | Stole Avramov, Zoran Aleksic, Mence Avramova                        | 6    | 1        | 7     | 8     |
| 14      | Ile Spasov                         | "Tugja si"                       | Ile Spasov, Ognen Nedelkovski                                       | 4    | 2        | 6     | 11    |
| 15      | Filip Jordanovski                  | "Sekogas nekoj poveke vredi"     | Darko Tasev, Blaze Temelkov                                         | 0    | 3        | 3     | 12    |
| 16      | Natalija Slaveva                   | "Ne mi trebas"                   | Stole Avramov, Zoran Aleksic, Daniel Bankov                         | 0    | 10       | 10    | 4     |
| 17      | Ivan Jovanov                       | "Kockar"                         | Denis Hajdarevic, Ivan Jovanov, Jovan Jovanov                       | 0    | 0        | 0     | 15    |
| 18      | Offside                            | "Sekoj den"                      | Goce Simonovski, Milan Milanov                                      | 5    | 6        | 11    | 3     |
| 19      | Vlatko Ilievski                    | "Rusinka"                        | Grigor Koprov, Vladimir Dojcinovski, Jovan Jovanov                  | 12   | 12       | 24    | 1     |
| 20      | Vodolija                           | "Ne vrakaj se"                   | Risto Apostolov                                                     | 0    | 0        | 0     | 15    |

## À l'Eurovision
Le pays participera à la seconde demi-finale le 12 mai 2011.